# Whitehall (village, New York)
Pour les articles homonymes, voir Whitehall (homonymie).
Ne doit pas être confondu avec Whitehall (New York).
Whitehall est une ville du comté de Washington, dans l'État de New York, aux États-Unis,. En 2020, elle compte une population de 2 465 habitants.
Le village de Whitehall est situé juste au sud du point où la frontière du Vermont se connecte à l’extrémité sud du lac Champlain. Il marque l’extrémité nord du canal Champlain qui relie l'Hudson au lac Champlain.

## Démographie
Lors du recensement de 2010, la ville comptait une population de 2 614 habitants, tandis qu'en 2016, elle est estimée à 2 542 habitants.